# Arrant Saudade
Arrant Saudade (englisch Anhaltende Saudade) ist ein 2015 gegründetes Funeral-Doom-Projekt.

## Geschichte
Arrant Saudade wurde 2015 von dem Briten Riccardo Veronese von Aphonic Threnody und Towards Atlantis Lights, dem Franzosen „Hangsvart“ von Abysmal Growls of Despair und Plagueprayer und dem Chilenen Juan Escobar von Mar de Grises, AstorVoltaires und Mourning Sun in London gegründet. Die multinational besetzte Band spielte das noch im gleichen Jahr über GS Productions veröffentlichte Debütalbum The Peace of Solitude ein. Jenseits einer Beteiligung an einer der Popgruppe Roxette gewidmeten Tributealbum des gleichen Labels blieben weitere Veröffentlichungen, trotz eines angekündigter Schreibprozesses an einem weiteren Album, aus. Das Album erfuhr international wenig, jedoch umfänglich positive Resonanz.

## Stil
Das Webzine Doom-Metal.com beschreibt die Musik von Arrant Saudade als eine „durch melodisches Gitarrenspiel geleitete Variante des Funeral Doom, der klaren und gegrowlten Männergesang mit femininen Gaststimmen vermengt.“ Das Gitarrenspiel sowie der Gesang werden  derweil in unterschiedlichen Rezensionen als Facettenreich und Vielschichtig hervorgehoben.
Als einordnende Vergleichsgrößen wird das ebenfalls unter Beteiligung von Veronese und Escobar Campillay geführte Projekt Aphonic Threnody angeführt. Arrant Saudade sei jedoch „langsamer, kälter und melodischer“ als Aphonic Threnody. Als bedeutsame Einflussfaktoren werden von der Gruppe Anathema, Alunah und My Dying Bride angeführt. Eine stilistische Annäherung an den durch My Dying Bride und Anathema repräsentierten Death Doom und Gothic Metal der 1990er Jahre wird in manchen Besprechungen attestiert.
Ihre Musik hat laut einer Rezension des Webzines Metal Invaders demnach eine gemeinsame Basis mit Aphonic Threnody, aber Arrant Saudade klinge melodischer und melancholischer. Hierzu nutzt die Band melodischen männlichen und weiblichen Gesang in Form von Chanting, Flüstern und Klargesang und kombiniere diesen in den ruhigen Phasen mit Pianospuren, Keyboardpassagen, einem harfenartigen Gitarrenspiel und einem als „lebendig“ empfunden beschriebenen Bassspiel.

## Diskografie
- 2015: The Peace of Solitude (Album, GS Productions)